# 女巫溪 (加利福尼亞州聖地牙哥縣)
女巫溪（英語：Witch Creek）是位於美國加利福尼亞州聖地牙哥縣的一個非建制地區。該地的面積和人口皆未知。

## 地理
女巫溪的座標為33°04′50″N 116°42′53″W / 33.08056°N 116.71472°W，而該地的平均海拔高度為990米（即3240英尺）。